# 阿吉亚尔-迪索萨
阿吉亚尔-迪索萨是葡萄牙波尔图区的一个堂区。总面积22.32平方公里，总人口1600人，人口密度71.7人/平方公里。